# Jean Claude Adrimer Bozga
Jean Claude Adrimer Bozga (n. 1 iunie 1984, Galați, România) este un fotbalist român care activează în prezent la HB Køge. Evoluează pe postul de fundaș central.
Bozga s-a născut în Galați din tată congolez și mamă româncă.